# Ricardo Aibéo
Ricardo Penha Aibéo (* 14. November 1973 in Lissabon) ist ein portugiesischer Theater- und Filmschauspieler und gelegentlicher Theaterregisseur und Filmregisseur.

## Werdegang
Nach ersten Schauspielerfahrungen 1995 und nach Abschluss seiner Ausbildung an der Escola Profissional de Artes e Ofícios do Espectáculo (Chapitô) 1996 stand er noch im gleichen Jahr erstmals als professioneller Schauspieler auf der Bühne, in João Perrys Inszenierung von Shakespeares Sommernachtstraum am Teatro da Trindade. Im November 1996 holte ihn Luís Miguel Cintra an sein Teatro da Cornucópia, wo er fortan einen Großteil seiner Theatererfahrungen sammelte.
1997 nahm er seine erste Filmrolle an und war seither in einer Vielzahl von Kinoproduktionen zu sehen. Vereinzelt führte er auch selbst Regie (erstmals bei seinem Kurzfilm O Estratagema do Amor 2004, Premiere bei den Filmfestspielen von Cannes 2004) oder wurde als Filmproduzent tätig, doch ist er im Film weiterhin vor allem als Schauspieler aktiv. 2005 folgte seine erste Rolle im Fernsehen und er war danach mehrfach Darsteller in Fernsehfilmen, Serien und Telenovelas.
Dem Theater blieb er dabei stets treu und inszenierte im Dezember 2000 erstmals auch selbst, Luis Buñuels Hamlet am Teatro Bairro Alto (das Haus des Teatro da Cornucópia), später vor allem für sein vertrautes Ensemble  vom Cornucópia, aber auch mal für die Culturgest. 2002 wurde er zudem Lehrer an der Escola Profissional de Artes e Ofícios do Espectáculo, an der er auch selbst ausgebildet wurde.

## Rezeption
Aibéo entwickelte sich schnell zu einem renommierten Theaterschauspieler und spielte seither häufig Hauptrollen. Auch als Schauspieler des Portugiesischen Kinos konnte er sich schnell etablieren und nahm auch mehrfach Rollen in Fernsehproduktionen an. Besonders aktiv blieb er stets als Mitglied des Theaterensembles des Teatro da Cornucópia, am Stammhaus, aber auch im zugehörigen Teatro do Bairro Alto und gelegentlich in anderen Häusern (darunter das Teatro Nacional D. Maria II und das Centro Cultural de Belém), in einer Vielzahl von Inszenierungen insbesondere von Luís Miguel Cintra und Christine Laurent.
Im Kino überzeugte er vor allem in undurchschaubaren, von inneren Kämpfen geplagten Figuren. Seine eindrückliche, oft gefühlsunsichere bis gefühlskalte Mimik beunruhigt den Zuschauer und weckt auch dessen Neugier, vor allem in Rollen von zunächst unscheinbar wirkenden, sich aber schnell als düster oder verzweifelt zeigenden Charakteren.

## Filmografie
- 1997: Menos Nove (Kurzfilm); R: Rita Nunes
- 1998: O Que Te Quero (Kurzfilm); R: Jeanne Waltz
- 1999: Trois ponts sur la rivière; R: Jean-Claude Biette
- 1999: Glória; R: Manuela Viegas
- 1999: ...Quando Troveja; R: Manuel Mozos
- 1999: Diário de Maria (Fernsehserie)
- 1999: Clube dos Campeões (Fernsehserie, Folge 1)
- 1999: Chuva (Kurzfilm); R: Luís Fonseca
- 1999: Anjo Negro (Kurzfilm); R: Carlos Braga
- 2000: Combat d'amour en songe; R: Raúl Ruiz
- 2000: Peixe Lua; R: José Álvaro Morais
- 2000: Black & White (Kurzfilm); R: Daniel Blaufuks
- 2001: Rasganço; R: Raquel Freire
- 2002: António, Um Rapaz de Lisboa; R: Jorge Silva Melo
- 2002: Venus Velvet, R: Jorge Cramez
- 2003: Quaresma, R: José Álvaro Morais
- 2004: André Valente; R: Catarina Ruivo
- 2004: O Estratagema do Amor (Kurzfilm; auch Regie)
- 2005: Os Serranos (Fernsehserie, Folge 22)
- 2006: Night Shop (Fernsehfilm); R: João Constâncio
- 2007: Daqui P'ra Frente; R: Catarina Ruivo
- 2008: O Dia do Regicídio (Fernsehserie)
- 2008: A Corte do Norte; R: João Botelho
- 2008: Cabra Cega (Kurzfilm); R: João Constâncio
- 2009: Um Lugar Para Viver  (Fernsehserie, Folge Santarém)
- 2010: Cinerama; R: Inês Oliveira
- 2010: O Dez (Fernsehfilm); R: Leandro Ferrão, Paolo Marinou-Blanco, João Nunes, Pedro Varela
- 2010: O Estranho Caso de Angélica; R: Manoel de Oliveira
- 2010: Noite Sangrenta (Fernsehserie)
- 2010: Filme do Desassossego; R: João Botelho
- 2010: A Única Vez (Kurzfilm); R: Nuno Amorim
- 2010: Die Geheimnisse von Lissabon; R: Raúl Ruiz (als Mistérios de Lisboa auch TV-Mehrteiler 2011)
- 2011: E o Tempo Passa; R: Alberto Seixas Santos
- 2011: Demain?; R: Christine Laurent
- 2012: Liberdade 21 (Fernsehserie, Staffel 3, Folge 1)
- 2012: Lines of Wellington – Sturm über Portugal; R: Valeria Sarmiento (als As Linhas de Torres Vedras  auch TV-Mehrteiler 2012)
- 2012: Em Segunda Mão; R: Catarina Ruivo
- 2013: Maternidade (Fernsehserie, Staffel 2, Folge 23)
- 2013: Bobô; R: Inês Oliveira
- 2013: Miserere (auch Regie und Produzent)
- 2013: A Ilha (Dokumentarfilm; auch Produzent und Regie; zusammen mit Mateus Moura)
- 2014: Belmonte (Telenovela, acht Folgen: 129, 132, 133, 134, 135, 141, 152, 153)
- 2014: A Arte da Luz Tem 20.000 Anos; R: João Botelho
- 2014: Os Maias: Cenas da Vida Romântica; R: João Botelho (als Os Maias auch TV-Mehrteiler 2015)
- 2014: O Beijo do Escorpião (Fernsehserie, Folgen 184 und 185)
- 2014: Jardins Proibidos (Fernsehserie, Folgen 50–53)
- 2016: Coração d'Ouro (Telenovela, Folge 161)
- 2016: Everything's OK (Kurzfilm); R: Sebastião Salgado, Pedro Patrocínio
- 2016–2017: Mata Hari (Fernsehserie, 3. Folge)
- 2017: Colo; R: Teresa Villaverde
- 2017: Rainha das Flores (Fernsehserie)
- 2017: Amor Amor; R: Jorge Cramez
- 2017: Ramiro; R: Manuel Mozos
- 2017: Dom Fradique (Kurzfilm); R: Nathalie Mansoux
- 2017: Peregrinação; R: João Botelho
- 2017–2018: O Sábio (Fernsehserie)
- 2018: Aparição; R: Fernando Vendrell
- 2018–2019: Circo Paraíso (Fernsehserie)
- 2019: Teorias da Conspiração (Fernsehserie, Folgen 5 und 6)
- 2020: O Ano da Morte de Ricardo Reis; R: João Botelho (Als 1936 – O Ano da Morte de Ricardo Reis auch TV-Mehrteiler 2022)
- 2020–2021: Conta-me Como Foi (Fernsehserie)